# 예일메디텍고등학교
예일메디텍고등학교는 대한민국 경상북도 안동시 정하동에 있는 사립 고등학교이다.

## 학교 연혁
- 1975년 1월 21일 : 학교법인 동원교육재단 동원고등학교, 12학급 설립인가
- 1975년 3월 1일 : 초대 교장 박연서 선생 취임, 본관 1층 10개 교실 준공
- 1977년 12월 30일 : 이사장 배명직 선생 취임
- 1980년 9월 30일 : 본관 3층 10개 교실 증축 완공
- 1981년 3월 1일 : 학교법인 영문교육재단 영문고등학교 교명 개정 인가
- 1983년 2월 15일 : 행정구역 변경으로 안동군에서 안동시로 편입
- 1984년 3월 3일 : 고교 평준화에 의한 신입생 배정
- 1990년 3월 3일 : 고교 평준화 해제로 자유 경쟁에 의한 신입생 입학
- 1999년 3월 1일 : 12학급 학칙 변경인가
- 2006년 10월 10일 : 4층 도서관 증축
- 2010년 3월 1일 : 경상북도교육청 자율학교 지정(수준별 교과교실제 운영)
- 2010년 4월 1일 : 영문기숙사 벧엘관 신축 개관
- 2012년 7월 10일 : 교육과학기술부 선진형 교과교실제 지정
- 2012년 12월 20일 : 급식소 특별교실 신축 개관
- 2016년 1월 8일 : 다목적체육관(체육관) 신축 개관
- 2016년 10월 26일 : 축구부 창단식
- 2017년 3월 10일 : 야구부 창단식
- 2019년 5월 24일 : 배구부 창단식
- 2020년 3월 1일 : 제13대 교장 배재환 선생 취임
- 2021년 3월 1일 : 예일메디텍고등학교로 교명 개정
- 2023년 1월 5일 : 제46회 졸업식(졸업식 누계 7,213명)

## 설치 학과
- 보건간호과
- 7차일반

## 참고 자료
- 예일메디텍고등학교 - 한국교육학술정보원 학교알리미